# Paul von Weissenbach
Paul Georg Freiherr von Weissenbach (* 5. Mai 1837 in Dresden; † 19. September 1907) war ein sächsischer Verwaltungs- und Hofbeamter.

## Leben
Paul von Weissenbach studierte an der Universität Göttingen Rechtswissenschaften. 1857 wurde er Mitglied des Corps Saxonia Göttingen. Nach Abschluss des Studiums trat er in den sächsischen Staatsdienst ein. Zunächst war er in den Jahren von 1859 bis 1861 Amanuensis eines Sachwalters und Akzessist der Staatsanwaltschaft Dresden, Aktuar bei den Gerichtsämtern Nossen und Tharandt und Assessor bei der Kreisdirektion Dresden. 
1879 wurde von Weissenbach zum Amtshauptmann der Amtshauptmannschaft Flöha ernannt. 1882 wurde er zum Königlich Sächsischen Kammerherrn ernannt. Im gleichen Jahr wechselte er als Amtshauptmann zur Amtshauptmannschaft Großenhain. 1887 erfolgte seine Ernennung zum Amtshauptmann der Amtshauptmannschaft Dresden-Neustadt. 1890 wurde er zur Kreishauptmannschaft Dresden versetzt und zum Geheimen Regierungsrat ernannt. Nach seiner Pensionierung lebte er bis zu seinem Tod in Dresden.